# Storm Klomhaus
Storm Klomhaus (17 ottobre 1998) è una sciatrice alpina statunitense.

## Biografia
Attiva in gare FIS dal novembre del 2014, la Klomhaus ha esordito in Nor-Am Cup il 15 dicembre dello stesso anno a Panorama in supergigante (22ª). Nella stagione 2019-2020 ha vinto l'Australia New Zealand Cup, ha debuttato in Coppa del Mondo, il 26 ottobre a Sölden in slalom gigante senza completare la prova, ha colto il primo podio in Nor-Am Cup, il 16 dicembre a Nakiska in supergigante (3ª), e la prima vittoria nel circuito continentale nordamericano, il 10 febbraio a Whiteface Mountain in combinata. Dall'aprile 2021 in poi ha disputato una sola gara di Australia New Zealand Cup nell'agosto del 2023; non ha preso parte a rassegne olimpiche o iridate.

## Palmarès

### Nor-Am Cup
- Miglior piazzamento in classifica generale: 8ª nel 2020
- Vincitrice della classifica di combinata nel 2020
- 4 podi:
  - 1 vittoria
  - 2 secondi posti
  - 1 terzo posto

#### Nor-Am Cup - vittorie
| Data             | Località           | Paese       | Specialità |
| ---------------- | ------------------ | ----------- | ---------- |
| 10 febbraio 2020 | Whiteface Mountain | Stati Uniti | KB         |

Legenda:

KB = combinata

### Australia New Zealand Cup
- Vincitrice dell'Australia New Zealand Cup nel 2020
- Vincitrice della classifica di slalom gigante nel 2020
- 4 podi:
  - 2 vittorie
  - 2 secondi posti

#### Australia New Zealand Cup - vittorie
| Data           | Località     | Paese         | Specialità |
| -------------- | ------------ | ------------- | ---------- |
| 28 agosto 2019 | Mount Hotham | Australia     | GS         |
| 30 agosto 2019 | Coronet Peak | Nuova Zelanda | GS         |

Legenda:

GS = slalom gigante

### Campionati statunitensi
- 3 medaglie:
  - 3 argenti (supergigante, slalom gigante, combinata nel 2021)